# 施翔凱
施翔凱（1982年2月22日—），為台灣的棒球選手之一，曾效力於中華職棒誠泰COBRAS隊，守備位置為二壘手，2008年季初和黃欽智被交易到La New熊隊，而誠泰COBRAS隊則獲得江柏青、顏志中及鄭余亮，2009年季前以無發展空間為由自請離隊，並加入新成立的甲組成棒桃園航空城棒球隊，目前擔任桃園市成棒隊的教練。

## 經歷
- 台南市立人國小少棒隊
- 台南市大成國中青少棒隊
- 台北體院青棒隊
- 台北體院棒球隊
- 國家儲訓棒球隊
- 中華職棒誠泰COBRAS隊（2004年－2007年）
- 中華職棒La New熊隊（2008年）
- 桃園航空城棒球隊（2009年－2012年）
- 桃園縣平鎮高中青棒隊教練（2011年）
- 桃園縣中平國小少棒隊教練（2012年－2019年）
- 桃園航空城棒球隊教練（2019年－2020年）
- 桃園市新明國中青少棒隊教練（2020年－2022年）
- 桃園市成棒隊野手教練（2022年－）

## 職棒生涯成績
| 年度   | 球隊       | 出賽 | 打數 | 安打 | 全壘打 | 打點 | 盜壘 | 四死球 | 三振 | 壘打數 | 雙殺打 | 打擊率 |
| ------ | ---------- | ---- | ---- | ---- | ------ | ---- | ---- | ------ | ---- | ------ | ------ | ------ |
| 2004年 | 誠泰COBRAS | 18   | 37   | 7    | 1      | 6    | 0    | 2      | 9    | 10     | 1      | 0.189  |
| 2005年 | 誠泰COBRAS | 28   | 37   | 10   | 0      | 1    | 2    | 2      | 5    | 14     | 1      | 0.270  |
| 2006年 | 誠泰COBRAS | 11   | 18   | 3    | 0      | 0    | 0    | 1      | 3    | 3      | 0      | 0.167  |
| 2007年 | 誠泰COBRAS | 34   | 24   | 3    | 0      | 3    | 2    | 2      | 9    | 4      | 0      | 0.125  |
| 2008年 | La New熊   | 5    | 6    | 0    | 0      | 0    | 0    | 2      | 1    | 0      | 0      | 0.000  |
| 合計   | 5年        | 96   | 122  | 23   | 1      | 10   | 4    | 9      | 27   | 31     | 2      | 0.189  |

## 特殊事蹟
- 2009年9月17日，於城市對抗賽對戰台灣電力棒球隊中出賽，成為桃園航空城棒球隊隊史首位先發指定打擊及第六棒打者。

## 外部連結
- 施翔凱在台灣棒球維基館上的頁面（繁體中文）
- 球員資訊和成績在中華職棒官網（中文）